# Порто (станция метро)
«По́рто» (итал. Porto) — станция метрополитена Катании. Являлась конечной станцией, следующей за станцией «Стадзьоне ФС».

## История
Открыта в 1898 году, как железнодорожная станция. Предполагалось продлить участок, но этого сделано не было, и станция стала конечной. В 1980-х годах станция перестала обслуживать железную дорогу, впоследствии её переделали как терминал для автобусов. Несмотря на это, у станции остались 2 пути, которые передали метрополитену.
Повторно открыта в качестве станции метро 27 июня 1999 года в составе первой очереди строительства метрополитена «Борго» — «Порто». Закрыта 20 декабря 2016 года.